# UTC−8:30
UTC-8:30 (UTC—08:30) — часовой пояс, время в котором на 8 часов 30 минут смещено от UTC.
Не используется с 1998 года.

## Использование
Время UTC-8:30 использовалось:
- Круглый год
- Великобритания — частично:
  -  Острова Питкэрн
- Как летнее время

Как летнее время нигде не использовалось.

## История
Это время использовалось на островах Питкэрн с 1901 года до 26 апреля 1998 года.
27 апреля 1998 года часовой пояс был изменен на UTC-08:00, поэтому в ночь на этот день после 23:59:59 время сразу стало тридцать минут (00:30:00).